# Гарт (Великоберезниківський район)
Гарт (рос. Гарт, ерз. Гарт) — село у складі Беликоберезниківського району Мордовії, Росія. Входить до складу Судосевського сільського поселення.

## Населення
Населення — 161 особа (2010; 174 у 2002).
Національний склад (станом на 2002 рік):
- росіяни — 72 %
- ерзяни — 27 %